# La cumbia di chi cambia
La cumbia di chi cambia è il quarto singolo di Adriano Celentano, estratto dall'album Facciamo finta che sia vero.

## Il brano
Il testo, scritto da Jovanotti, è un invito al cambiamento e alla rivoluzione.